# 阳邑公主

阳邑公主（?—?），西汉公主，生父不详，她嫁给了博成侯张建。建始四年（前29年），张建在阳邑公主身旁与婢女通奸，多次喝醉了骂公主，汉元帝免除了张建的侯爵。